# Anikin Poczinok
Anikin Poczinok (ros. Аникин Починок) – wieś w Rosji, w rejonie totemskim obwodu wołogodzkiego. W 2010 r. liczyła 16 mieszkańców.